# Diítrefes
Diítrefes (en griego Διειτρέφης) fue un militar ateniense que vivió a finales del siglo V a. C. y participó en la guerra del Peloponeso. Se le encargó devolver a Tracia a los mercenarios peltastas tracios que habían llegado a Atenas después de la partida de Demóstenes hacia Sicilia (413 a. C.), y que ya no podían participar en esta expedición. Desembarcó con los mercenarios en Tanagra (Beocia) y luego atacaron y destruyeron totalmente Micaleso, donde mataron a todo ser viviente que encontraron. Acto seguido una tropa enviada desde Tebas venció al destacamento tracio matando a unos 250 tracios.
Pausanias afirma que tenía una estatua en Atenas donde aparecía herido por flechas. Probablemente es el mismo personaje al que se refiere Aristófanes con este nombre.